# San Theodoros
San Theodoros är ett fiktivt land i Latinamerika skapat av tecknaren Hergé, och hem för general Alcazar, omnämnt i flera äventyr med Tintin. Exakt var i Latinamerika landet ligger framgår aldrig, men landet har både kust och stora tropiska djungelområden.
San Theodoros, där huvuddelen av Det sönderslagna örat utspelas, är en komprimerad karikatyr, baserad på historier som i dikt och verklighet berättats om latinamerikanska stater och deras statsskick. Revolutioner och omvälvningar, militärdiktaturer med nyckfulla ledare, komplicerade politiska turer fram och tillbaka och det råder många gånger förvirring och ovisshet om vem som för tillfället sitter vid makten.

## Statsskick
Landet är en militärdiktatur, där generalerna Alcazar och Tapioca störtar varandra om vartannat.

## Position
San Theodoros ligger i Sydamerika. Det gränsar till Nuevo Rico genom det bergiga Gran Chapo- området. I förordet till det svenska versionen av Det sönderslagna örat sägs det att landet ligger i Bolivia. San Theodoros har dock en kust vilket Bolivia inte har. Ett mer realistiskt alternativ är därför Amapá, vilket kartan i albumet pekar på.

## Övrigt
- Huvudstaden heter numera Alcazarpolis, sedan general Alcazar åter tagit makten i en oblodig kupp. Huvudstaden hette Tapiocapolis under den tid som general Tapioca hade makten, före detta hette staden Las Dopicos.
- Centralbanken heter Banco de la Nación.
- Det nationella flygbolaget heter SANTAERO.

## Album
- Det sönderslagna örat
- Tintin hos gerillan